# 朱生豪

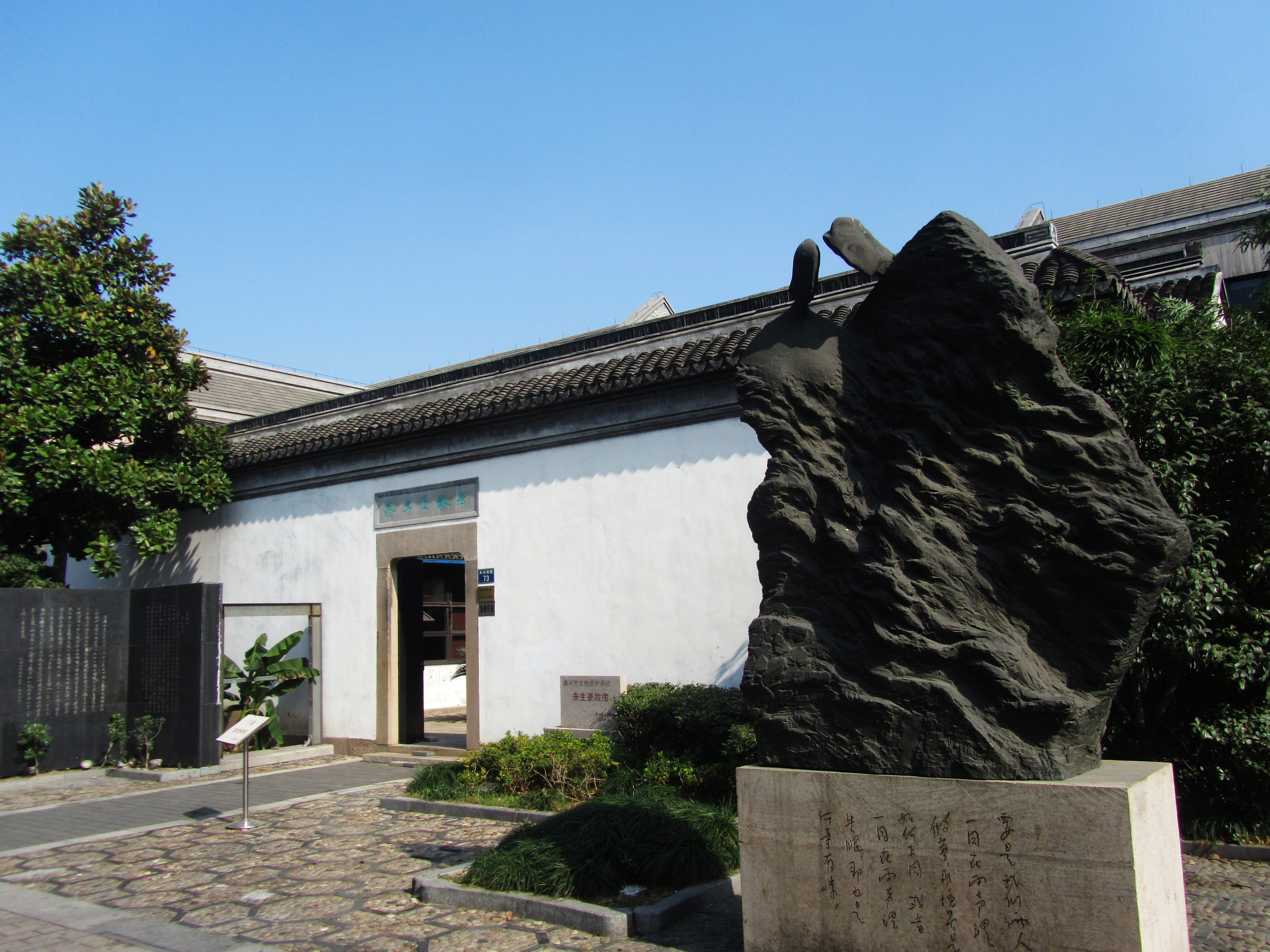
朱生豪在嘉兴的故居。

朱生豪（1912年2月2日—1944年12月26日），原名朱文森，又名文生，学名森豪，笔名朱朱、朱生等，男，浙江嘉兴人，中國翻译家，是中国翻译莎士比亚作品较早和最多的一人，译文品質和风格卓具特色，为国内外莎士比亚研究者所公认。朱生豪共译出莎士比亚悲剧、喜剧、杂剧与历史剧31部半。曾翻譯《莎士比亚戏剧全集》其译本作品质量與完整性頗受好評。

## 生平
1912年〔民国元年〕2月2日生于一个破落的商人家庭。父亲陆润，母亲朱佩霞。
1917年〔民国5年〕入嘉兴开明初小读书，1921年毕业，得甲级第一名。1921年〔民国10年〕秋入嘉兴县第一高等小学就读。
1922年〔民国11年〕冬，母病逝。1924年〔民国13年〕，父患病去世。
1924年〔民国13年〕7月高小毕业，升入嘉兴秀州中学初中二年级就读。
1929年〔民国18年〕中学毕业，保送杭州之江大学深造并享受奖学金待遇。1931年〔民国20年〕“九·一八”事变后，之江大学成立抗日救国会，当选为委员，担任文书股工作，积极投入抗日救国活动。1933年〔民国22年〕大学毕业，获文学士学位。
1933年〔民国22年〕夏，任上海世界书局英文部编辑，参与编辑《英汉求解、作文、文法、辨义四用辞典》，又为《少年文库》作注释。
1935年〔民国24年〕春，开始莎士比亚戏剧翻译准备工作。1936年〔民国25年〕8月8日译成莎剧《暴风雨》第一稿。此后陆续译出《仲夏夜之梦》、《威尼斯商人》、《第十二夜》等9部喜剧。惜译稿毁于“八·一三”淞沪战火。从上海避难至嘉兴，辗转至新塍、新市等地，稍得安宁，即埋头补译失稿。
1937年〔民国26年〕，重返世界书局。
1938年〔民国27年〕应邀入《中美日报》社，为国内新闻版撰写《小言》。
1941年〔民国30年〕太平洋战争爆发，《中美日报》被日军查封。补译的莎士比亚戏剧稿件、资料，及历年来创作的《古梦集》（旧体诗词、译诗）、《小溪集》、《丁香集》（新诗）等，均道毁失。
1942年〔民国31年〕5月1日，在上海与宋清如结婚。嗣后去常熟岳父家小住，把莎氏喜剧译稿全部补译完毕。
1943年〔民国32年〕1月，携夫人回嘉兴定居，把全部精力扑在译写工作上。从《罗密欧与朱丽叶》、《哈姆莱特》开始，次第译出莎氏全部悲剧、杂剧，又译出英国史剧4部，连同喜剧在内，共31部。
1944年〔民国33年〕6月后，肺结核病日渐沉重，不得不放下已经开始译写的《亨利五世》译稿。
1944年〔民国33年〕12月26日不治，享年32岁。留下獨子朱尚剛。

## 身后
1947年〔民国36年〕秋，译稿由上海世界书局分三辑（喜剧、悲剧、杂剧）出版，计27部剧本。
1954年作家出版社出版朱译《莎士比亚戏剧集》。
1978年人民文学出版社出版《莎士比亚全集》，内收朱译31部剧本。
1987年，夫人宋清如将朱生豪的31部莎士比亚戏剧翻译手稿捐献给嘉兴市图书馆。